# لوبوشتسه (استان اوپوله)
لوبوشتسه (به لاتین: Luboszyce) یک روستا در لهستان است که در گمینا ووبنگانه واقع شده‌است. لوبوشتسه ۱٬۰۰۰ نفر جمعیت دارد.